# 르노 5 E-테크
르노 5 E-테크는 프랑스의 자동차 제조사 르노가 2024년부터 생산 및 판매하는 소형 전기 해치백이다.

## 프로토타입 컨셉트 카
2021년 1월에 르노 그룹이 새로운 정책인 르놀루션을 발표할 때 같이 공개되었으며, 동년에 개최된 프랑크푸르트 모터쇼(IAA)에서 실물이 등장하였다. 기존의 조에보다 개발비를 33퍼센트 가량 줄이는 것을 목표로 하였고, 후에 암페어 스몰 플랫폼으로 개명되는 르노-닛산 CMF-B EV 플랫폼을 기반으로 개발되었다. 그리고 이는 추후에 출시될 닛산 마이크라 EV를 개발하는 데에도 적용되었다.

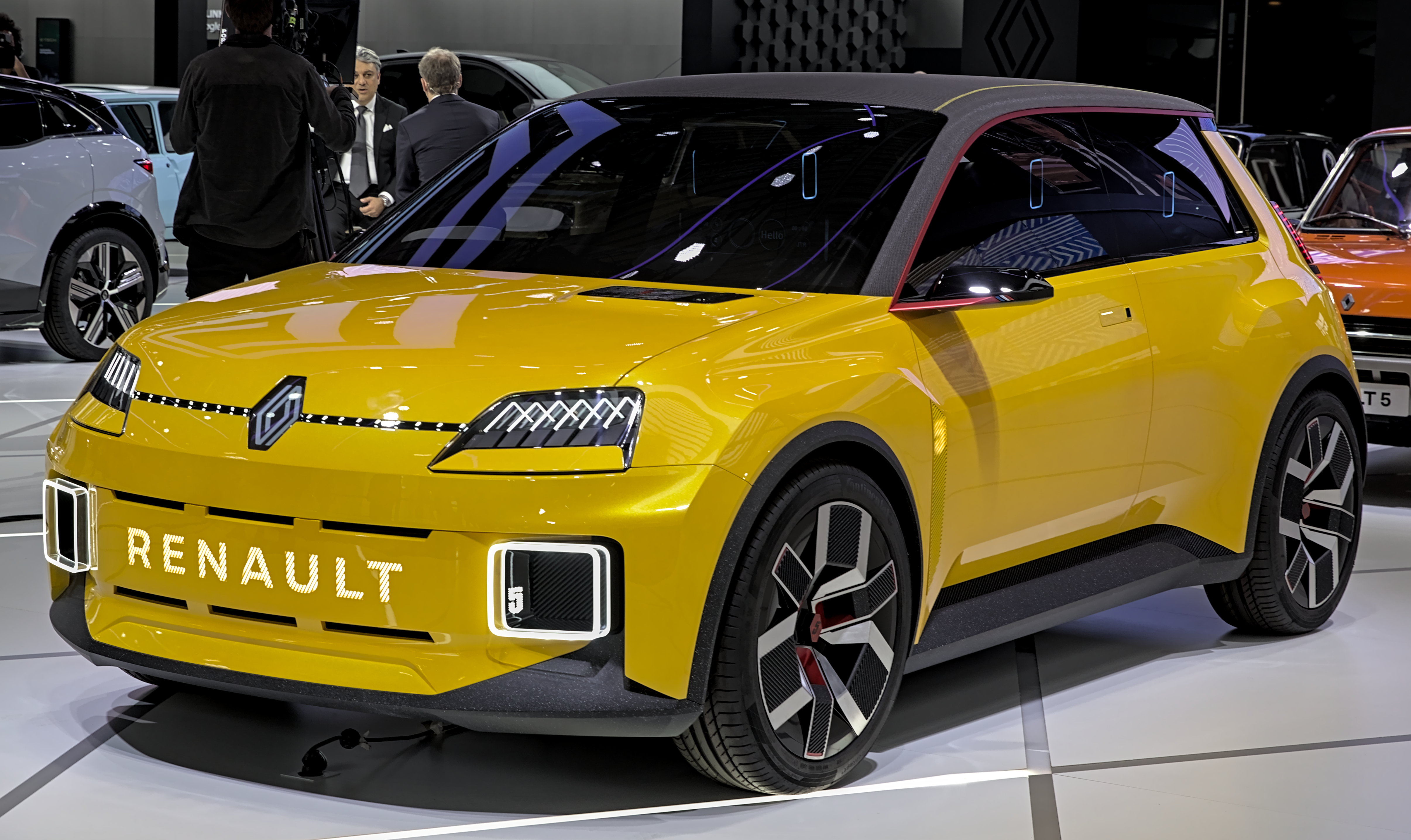
르노 5 E-테크 프로토타입 전면부
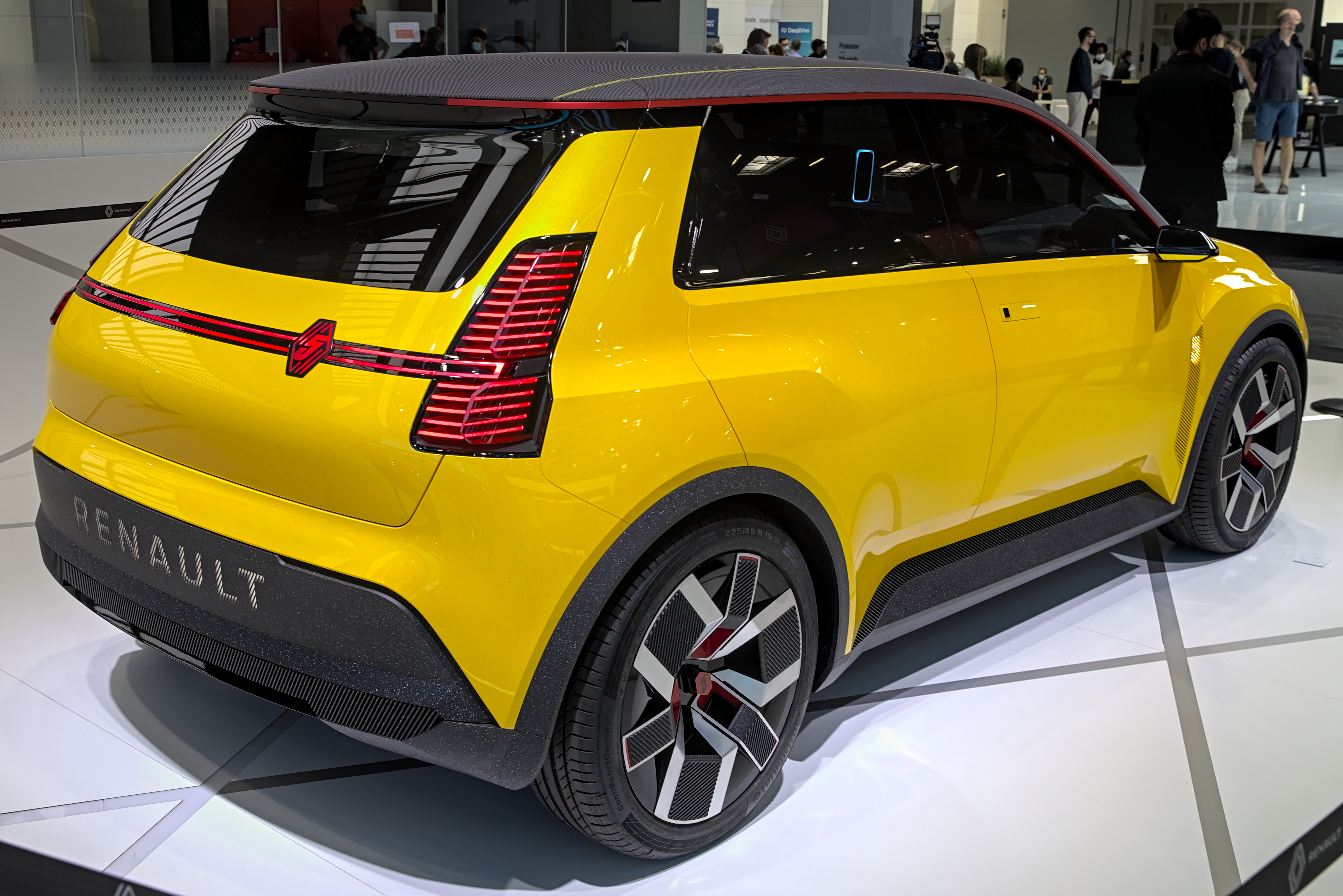
르노 5 E-테크 프로토타입 후면부

## 1세대
2024년 2월에 개최된 제네바 모터쇼에서 시판형 모델이 공개되었으며, 컨셉트카의 요소들을 대부분 계승하였다. 생산은 프랑스 두에의 르노 일렉트리시티 공장에서 진행되었다. 디자인은 Gilles Vidal의 주도하에 개발되었으며, 1972년부터 1996년까지 판매된 소형차였던 르노 5의 디자인을 오마주하였고 5의 후드에 있었던 배기구를 배터리 잔량 표시등으로 재해석하는 등 단순한 복고풍 디자인이 아닌 각종 디자인 요소들을 젊은 나이의 고객층들에게도 자연스럽게 맞아떨어지게 하기 위해 노력하였다. 배터리는 300km를 주행 가능한 40kWh, 400km를 주행 가능한 52kWh로 나뉘는 리튬 이온 배터리가 적용되며, 전기 모터는 94마력, 121마력, 151마력 3가지로 구성된다. 사용자 경험 부문에서는 ChatGPT 기반의 로장주 로고를 캐릭터화한 인공지능 비서 RENO가 인포테인먼트 시스템의 일부로 포함되어 있다.
대한민국 시장에서는 세닉 E-테크와 같이 2025년에 출시 예정인 것으로 알려저 있다.

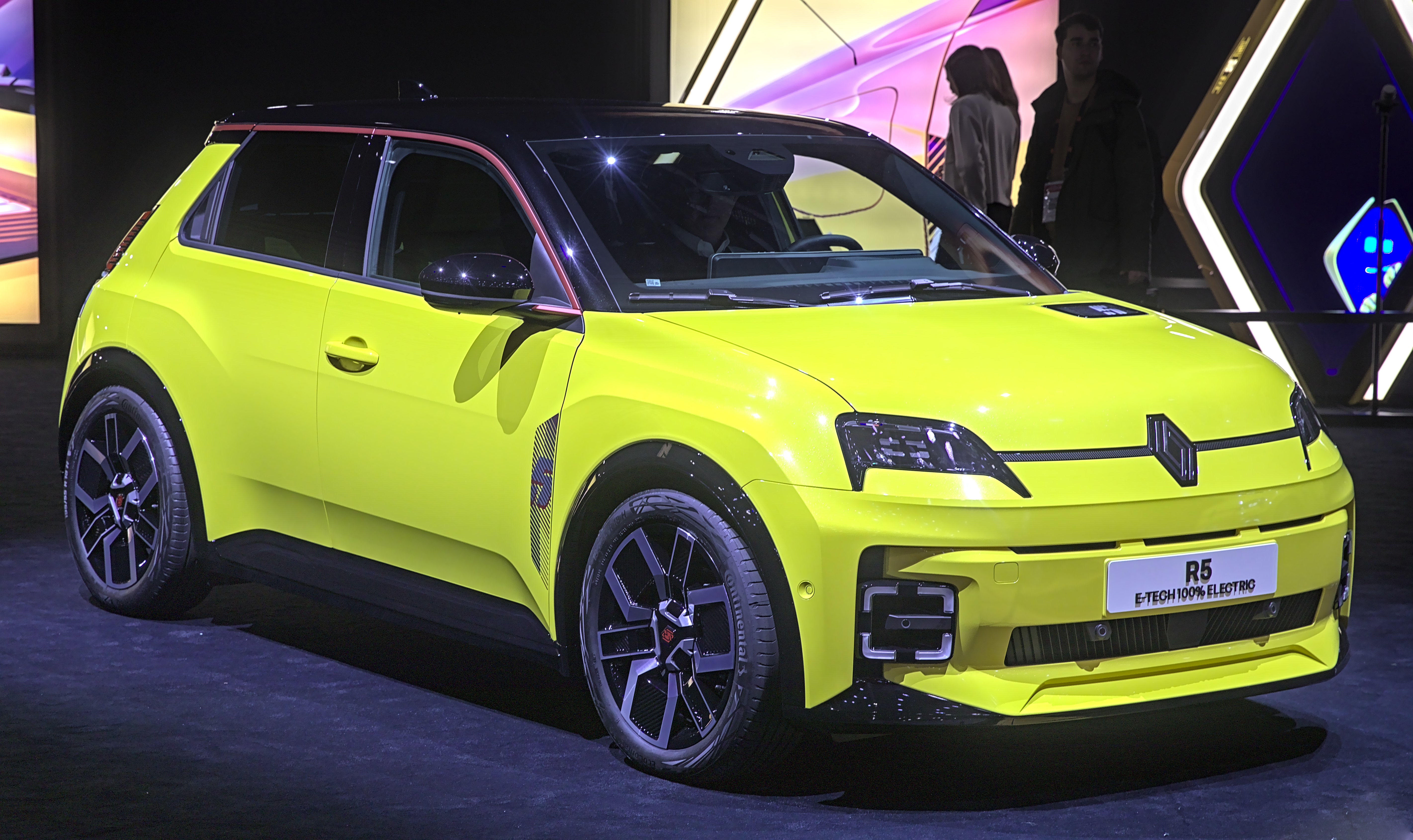
르노 5 E-테크 전면부
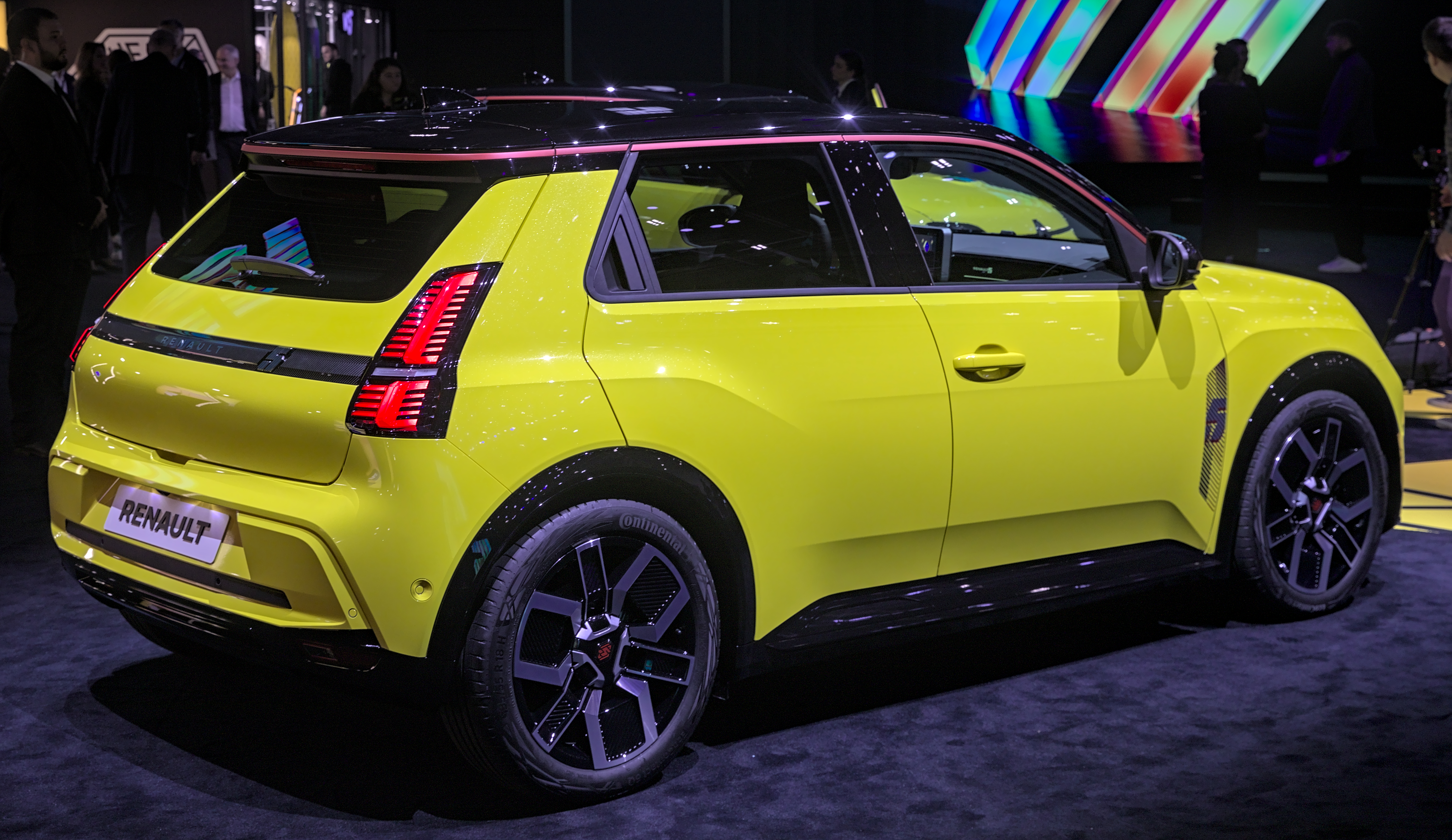
르노 5 E-테크 후면부
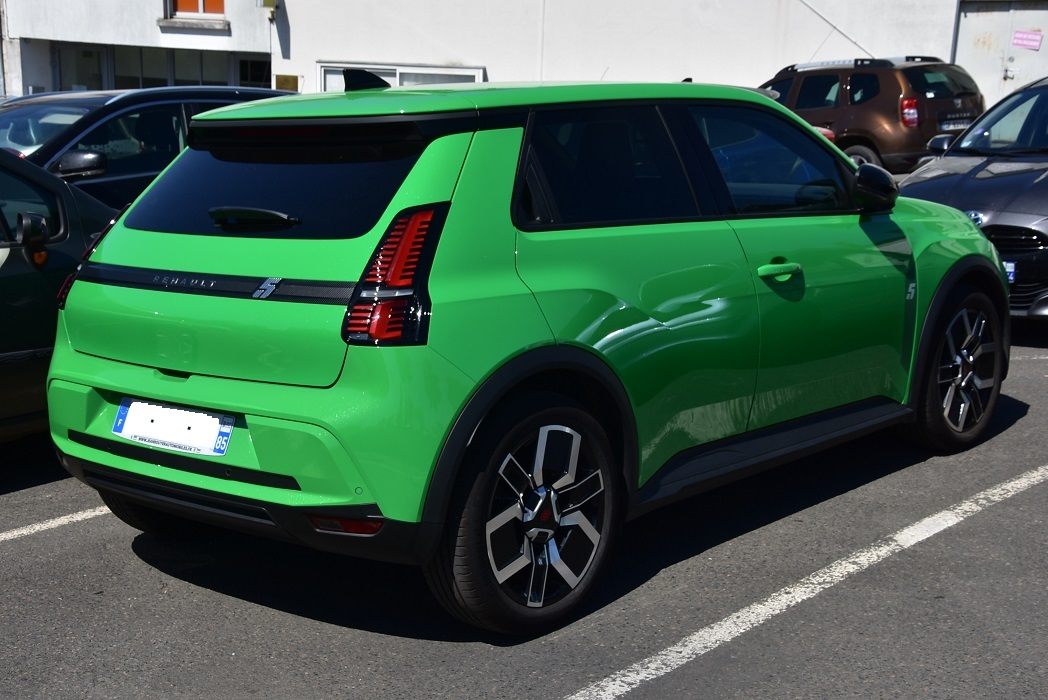
<주차장에서 뒤에서 본 모습

## 알핀 A290
2023년에 알핀 브랜드를 적용한 고성능 모델 알핀 A290이 프로토타입 모델로 등장하였으며, 메간 E-테크에서 가져온 210마력 모터를 적용한다. 기존 5보다 스포츠성이 더욱 강조되고 보다 넓어진 외관이 특징이다.

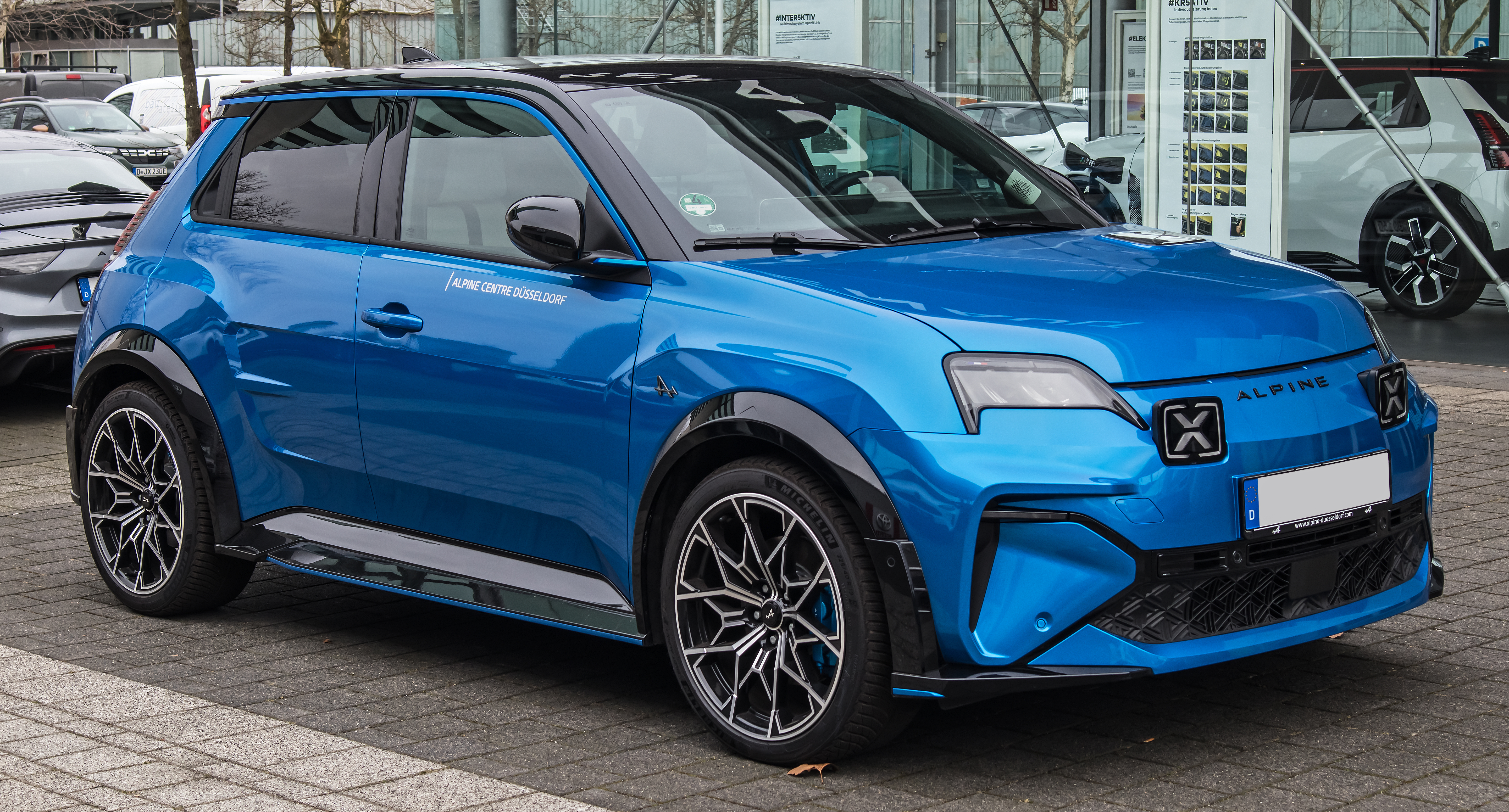
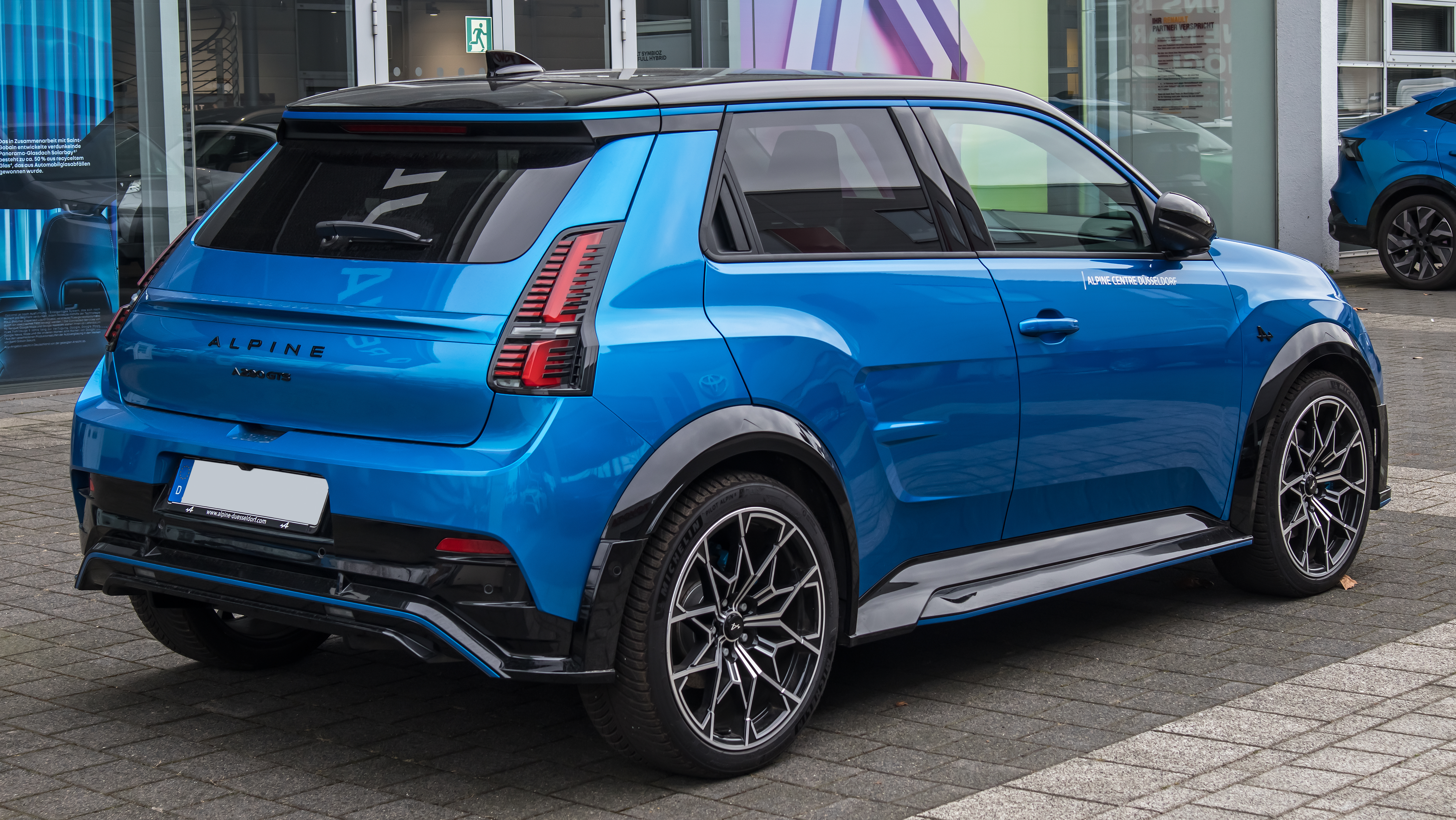
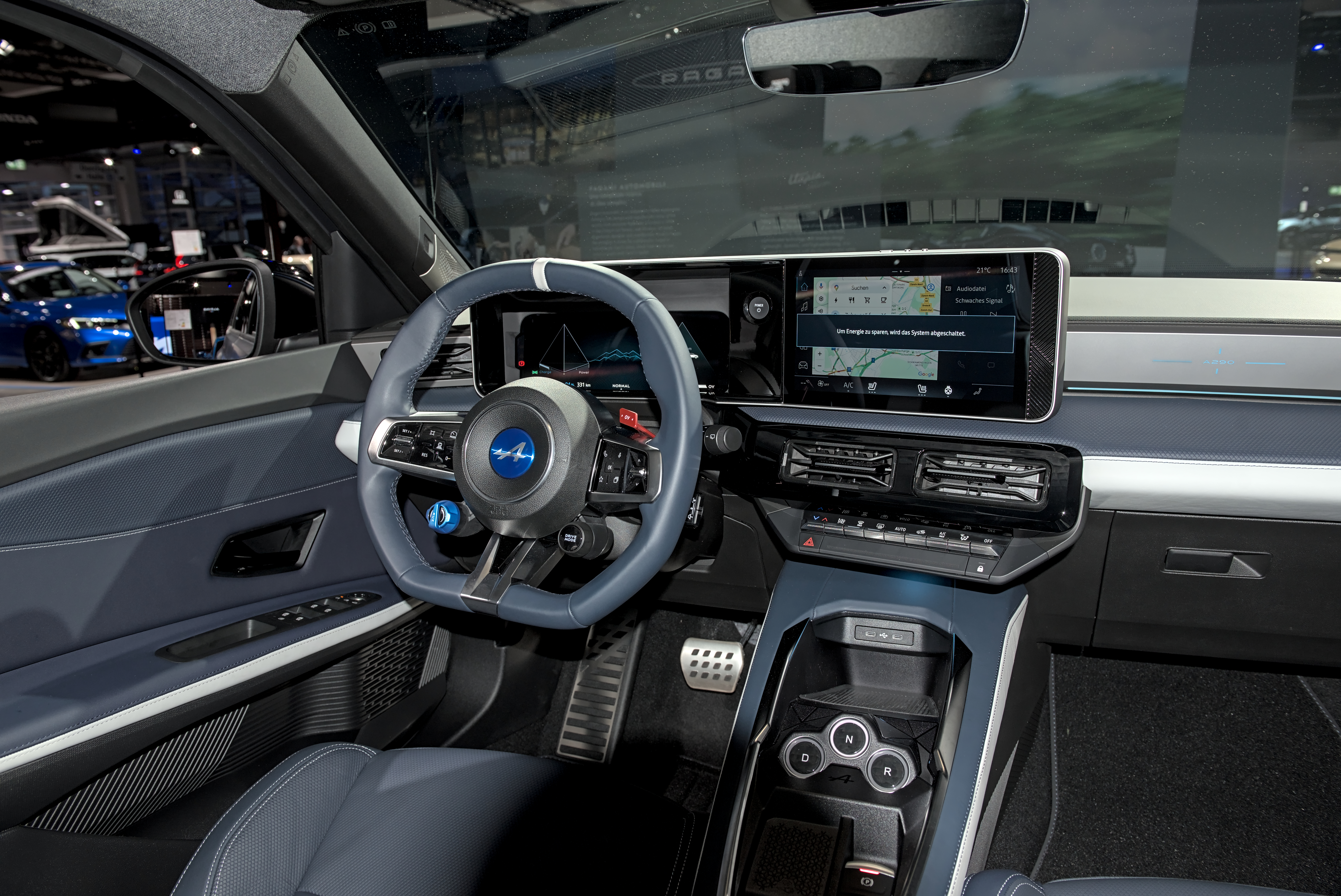

## 관련 컨셉트카
2022년에 르노에서 5의 출시 50주년을 기념해 2가지의 EV 컨셉트카가 발표되었다.

### R5 디아망
2022년 7월 4일에 르노와 프랑스 디자이너 피에르 고날론과 협업한 모델로 공개되었으며, 디아망은 프랑스어로 다이어몬드를 의미한다. 익스테리어는 오리지널 5를 그대로 답습하였으나, 차량 전후면 라이트에 보석과 비슷한 생김새의 마감이 처리되었다. 바디컬러는 분홍색 베이스에 금빛 안료, 무광택 니스로 도포된 것이 특징이다. 인테리어는 도금된 황동과 스테인리스가 적용되었으며, 스티어링 휠은 대리석으로 제작되었다.

### R5 터보 3E
2022년 9월 25일 발표되었다. 세계 랠리 선수권 (WRC)의 호몰로게이션 모델로 개발된 5 터보와 5 터보 2를 오마주하였고, 드리프트 주행을 염두에 둔 서킷용 모델이다. 3E는 터보 2의 다음 번호인 3번, 전기차를 의미하는 E를 합친 것이다. 차체는 플랫 플로어와 파이프 프레임이 합쳐진 형태이며, FIA의 공인을 받은 롤케이지가 들어가 있다. 기존 5 터보처럼 뒷바퀴에 모터를 배치해 후륜구동이 되었으며, 배터리 용량은 42kWh에 최고출력은 280kW다. 외관은 기존 5텨보를 계승하되, 전폭이 25cm 늘어났다. 또한 전후면에 적용된 분홍, 노랑, 파랑색의 3가지 LED 스트립은 차량이 드리프트를 할 때 점멸되는 것으로, 1980년대부터 1990년대까지 출시된 비디오 게임들을 연상시키는 분위기를 연출한다.

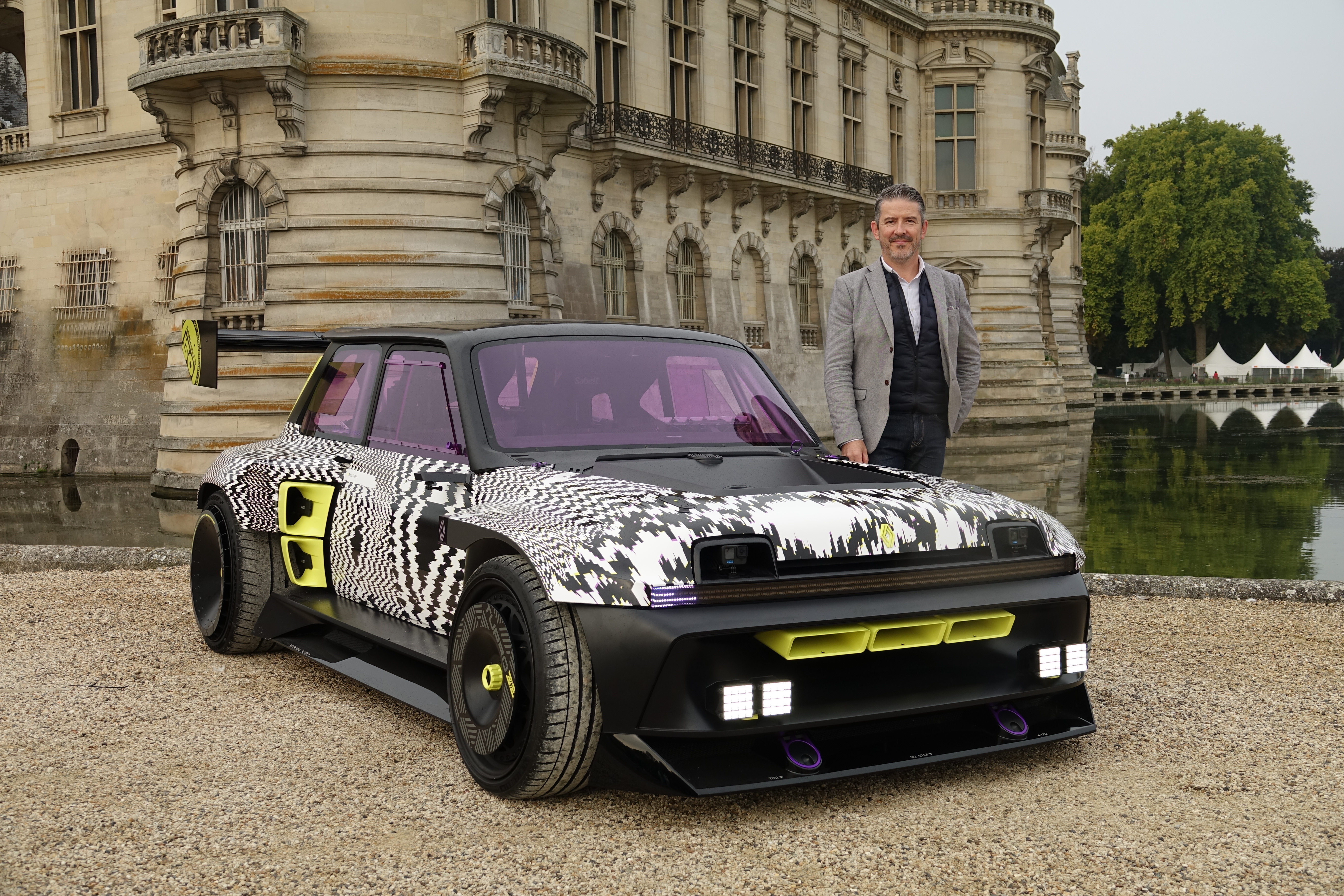
R5 터보 3E 전면부
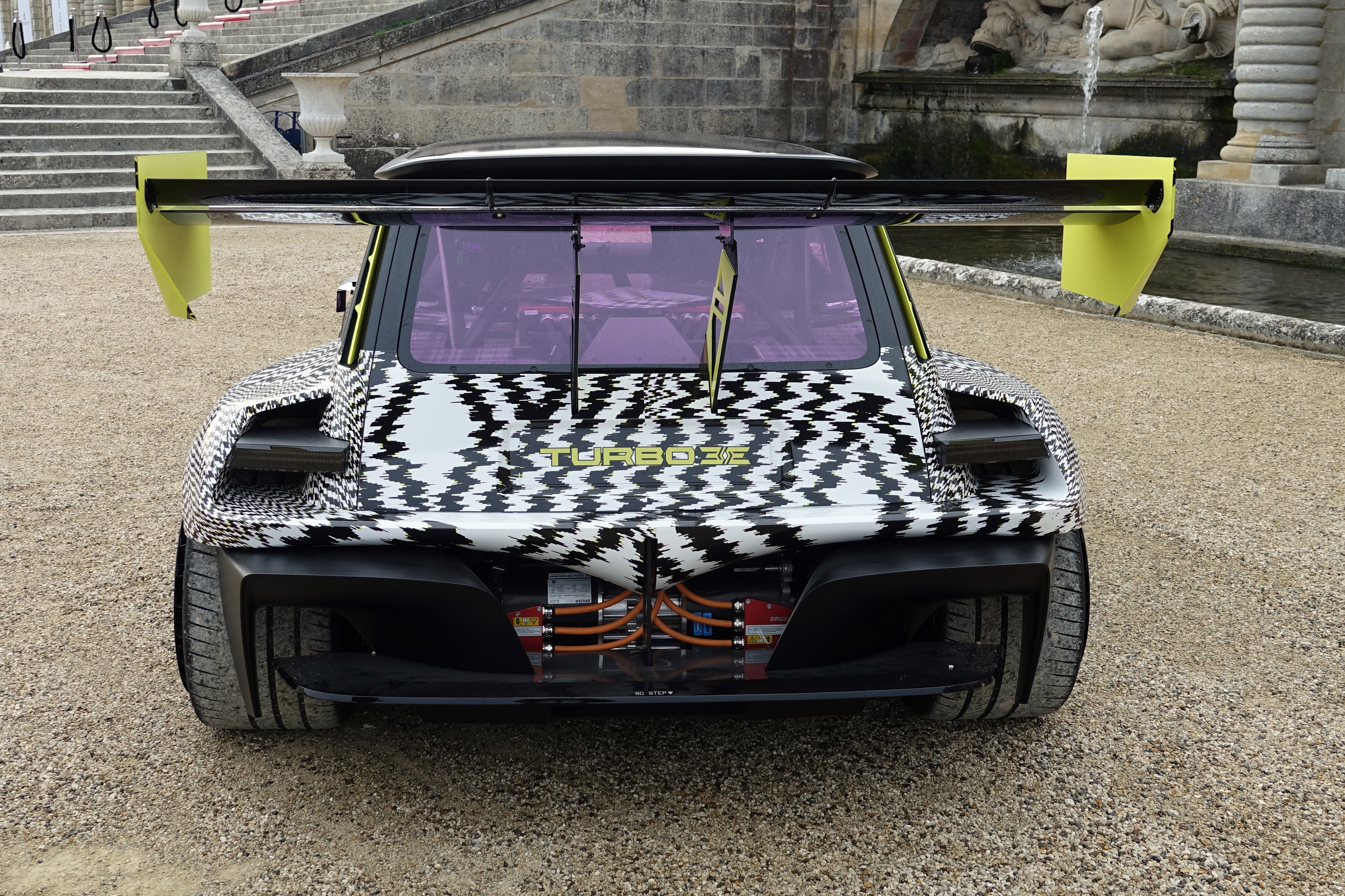
R5 터보 3E 후면부
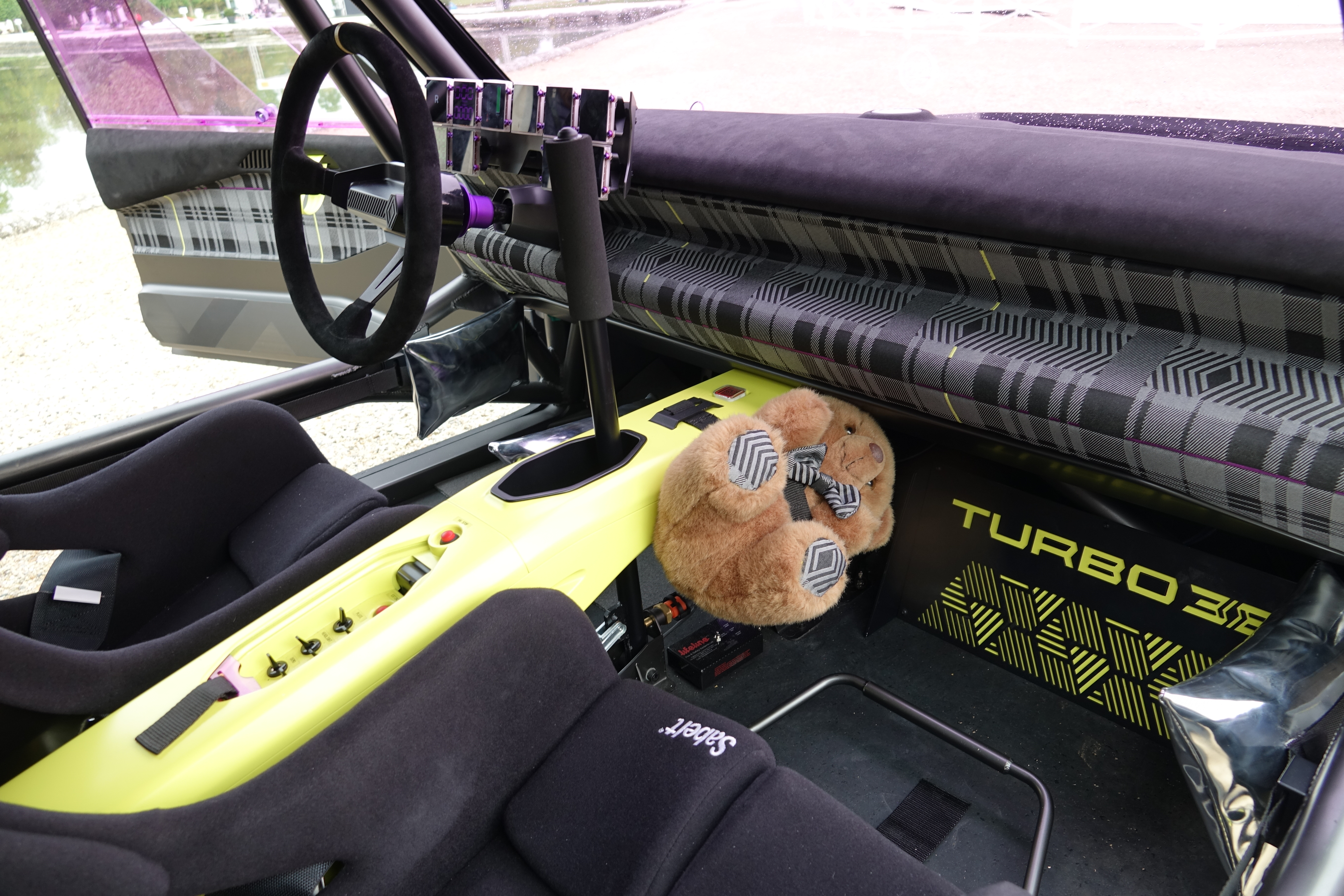
인테리어